# Ane Skrove Nossum
Ane Skrove Nossum, née le 12 mars 1990 à Verdalsøra, est une biathlète norvégienne.

## Carrière
Ane Skrove Nossum fait ses débuts internationaux lors de la saison 2010-2011, terminant notamment cinquième du sprint des Championnats du monde junior.
Elle fait ses débuts en Coupe du monde en décembre 2011 à Hochfilzen, marquant ses premiers points avec une 34e place sur le sprint. Cependant, en raison de la densité de l'équipe norvégienne, elle court principalement dans l'IBU Cup, remportant quelques semaines plus tard l'individuel d'Altenberg. En 2013, elle remporte sa première médaille internationale aux Championnats d'Europe, avec la médaille d'argent sur l'individuel. Elle fait son retour sur la Coupe du monde, y marquant quelques points.
Sa carrière internationale s'achève en 2015.

## Palmarès

### Coupe du monde
- Meilleur classement général : 80e en 2013.
- Meilleur résultat individuel : 34e.

#### Classement annuel en Coupe du monde
| Saison    | Classement général final |
| 2011-2012 | 86e                      |
| 2012-2013 | 80e                      |

### Championnats d'Europe
- Médaille d'argent de l'individuel en 2013.
- Médaille de bronze du relais en 2014.

### IBU Cup
- 1 victoire.